# Achim Weber
Achim Weber (* 11. März 1969 in Velbert) ist ein ehemaliger deutscher Fußballprofi und war nach Karriereende zunächst als Sportdirektor und Sportvorstand tätig, bevor er als Experte im Bereich strategisches Unternehmensmarketing verantwortlich wurde.

## Laufbahn
Er verbrachte seine Karriere hauptsächlich bei Vereinen aus dem Ruhrgebiet. Für den SC Fortuna Köln, Rot-Weiß Oberhausen, den VfL Bochum, den Wuppertaler SV und schließlich Rot-Weiss Essen bestritt er neun Bundesligaspiele (1 Tor), 102 Zweitligaspiele (44 Tore) und 168 Regionalligaspiele (83 Tore).
Für den VfL Bochum erzielte Weber 19 Tore in der Zweitligasaison 1999/2000 und stieg mit den Bochumern in die Bundesliga auf. Mit dem Wuppertaler SV wurde der Mittelstürmer 1992 Oberligameister und erreichte den Aufstieg in die Zweite Bundesliga, 1997/98 führte er Rot-Weiß Oberhausen mit 18 Saisontoren ebenfalls zur Meisterschaft und dem damit verbundenen Zweitligaaufstieg.
Mit den Oberhausenern erreichte Achim Weber im DFB-Pokal 1998/99 das Halbfinale, wobei er in fünf Spielen sechs Tore erzielte und DFB-Pokal Torschützenkönig der Saison 1998/99 wurde. Im Schalker Parkstadion unterlag RWO schließlich vor knapp 50.000 Zuschauern dem FC Bayern München 1:3. Mit dem VfL Bochum kam Weber 1999/2000 bis ins Viertelfinale. Insgesamt erzielte er in zwölf DFB-Pokalspielen zwölf Tore. Bis heute zählt sein Wechsel von Oberhausen nach Bochum zu den teuersten Zweitligatransfers aller Zeiten. In der ewigen Torschützenliste der 2. Bundesliga liegt er nach „Toren pro gespielter Minute“ auf Platz 24.
Nach seiner aktiven Karriere hat Weber die Trainer-A-Lizenz erworben und erfolgreich sein Diplomsportmanagement abgeschlossen. Ab Mai 2006 arbeitete er als Sportdirektor beim Regionalligisten Wuppertaler SV. Nachdem Weber erneut als Berater des Vorstands für seinen ehemaligen Klub Wuppertaler SV tätig gewesen war, trat er dort im Mai 2010 das Amt des Geschäftsführers an. Anschließend wechselte Achim Weber die Branche und war bei einer Essener PR- und Marketingagentur beschäftigt.
Im Zuge der Jahreshauptversammlung des in die Insolvenz geratenen Traditionsvereins Wuppertaler SV im Mai 2013, kandidierte Achim Weber als Sportvorstand und verhalf dem Verein in der Folgezeit sowohl die Insolvenzphase erfolgreich abzuschließen und neue sportliche Erfolge zu feiern. Als der Verein in ruhiges Fahrwasser gelenkt wurde und schuldenfrei war, beendete er sein Vorstandsmandat, was er die gesamte Zeit über parallel zu seinem Hauptberuf als Marketingexperte ausgeübt hat. Dem Sport ist er auch weiterhin verbunden geblieben und berät seit einigen Jahren Fußballlehrer auf ihrem Karriereweg.
Im Bereich strategische Marketingberatung begleitet er als Gründer und Geschäftsführer der Kommunikationsagentur 16 Meter GmbH sowohl Start-up Unternehmen, als auch Hidden Champions.